# Roure, Alpes-Maritimes
Roure är en kommun i departementet Alpes-Maritimes i regionen Provence-Alpes-Côte d'Azur i sydöstra Frankrike. Kommunen ligger  i kantonen Saint-Sauveur-sur-Tinée som ligger i arrondissementet Nice. År 2022 hade Roure 111 invånare.

## Befolkningsutveckling
Antalet invånare i kommunen Roure
Referens: INSEE

## Galleri

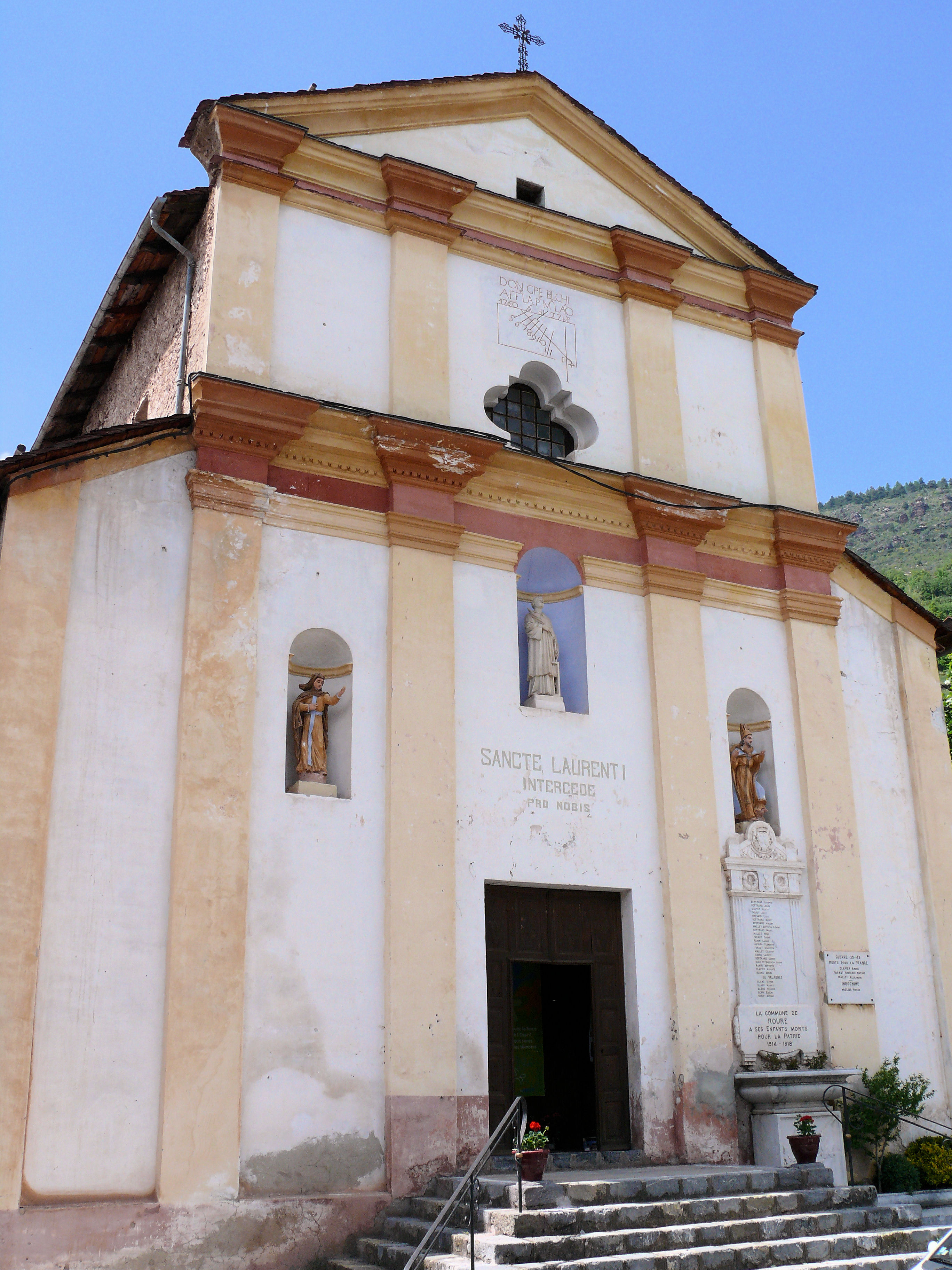
Kyrkan Saint-Laurent
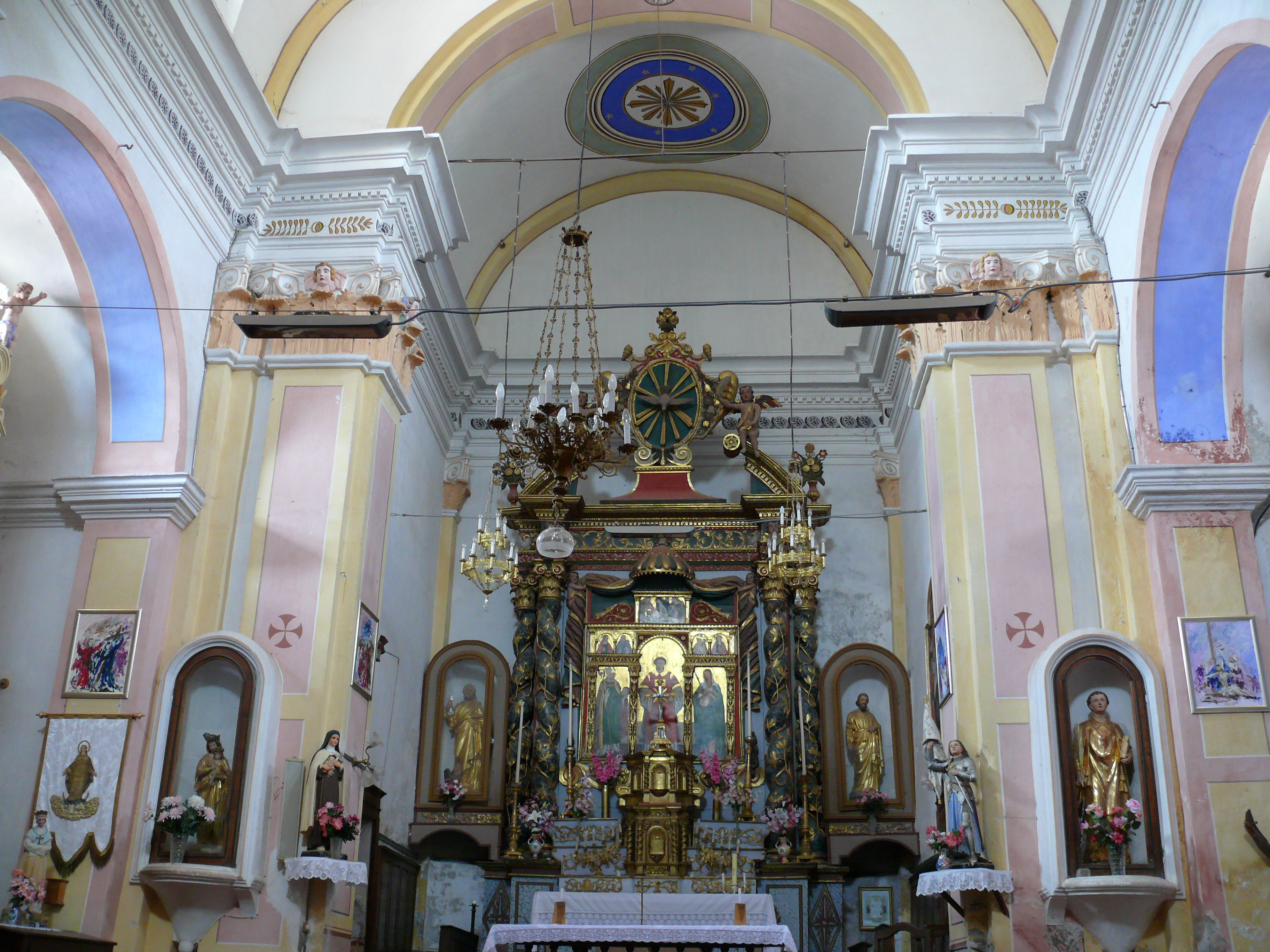
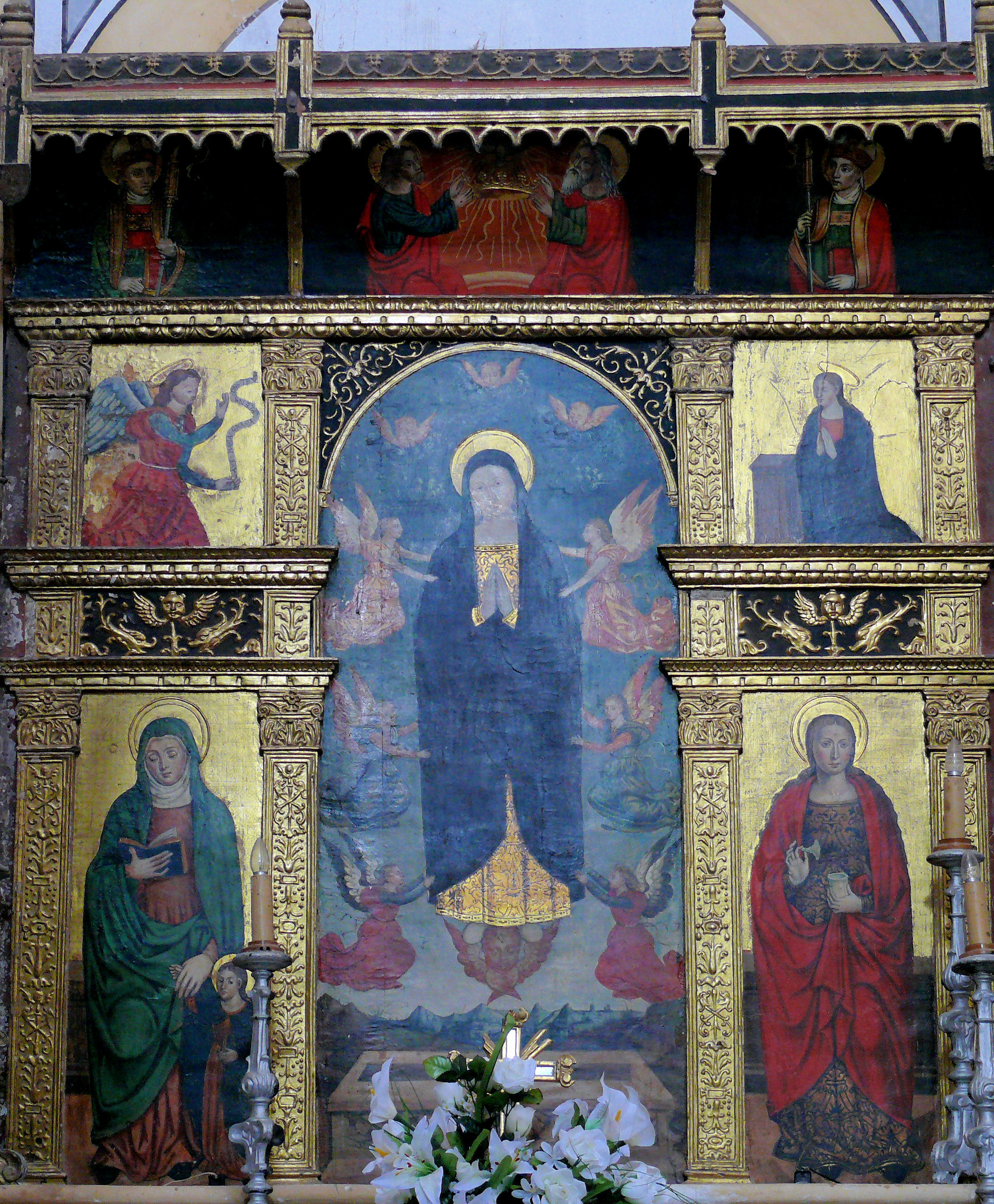
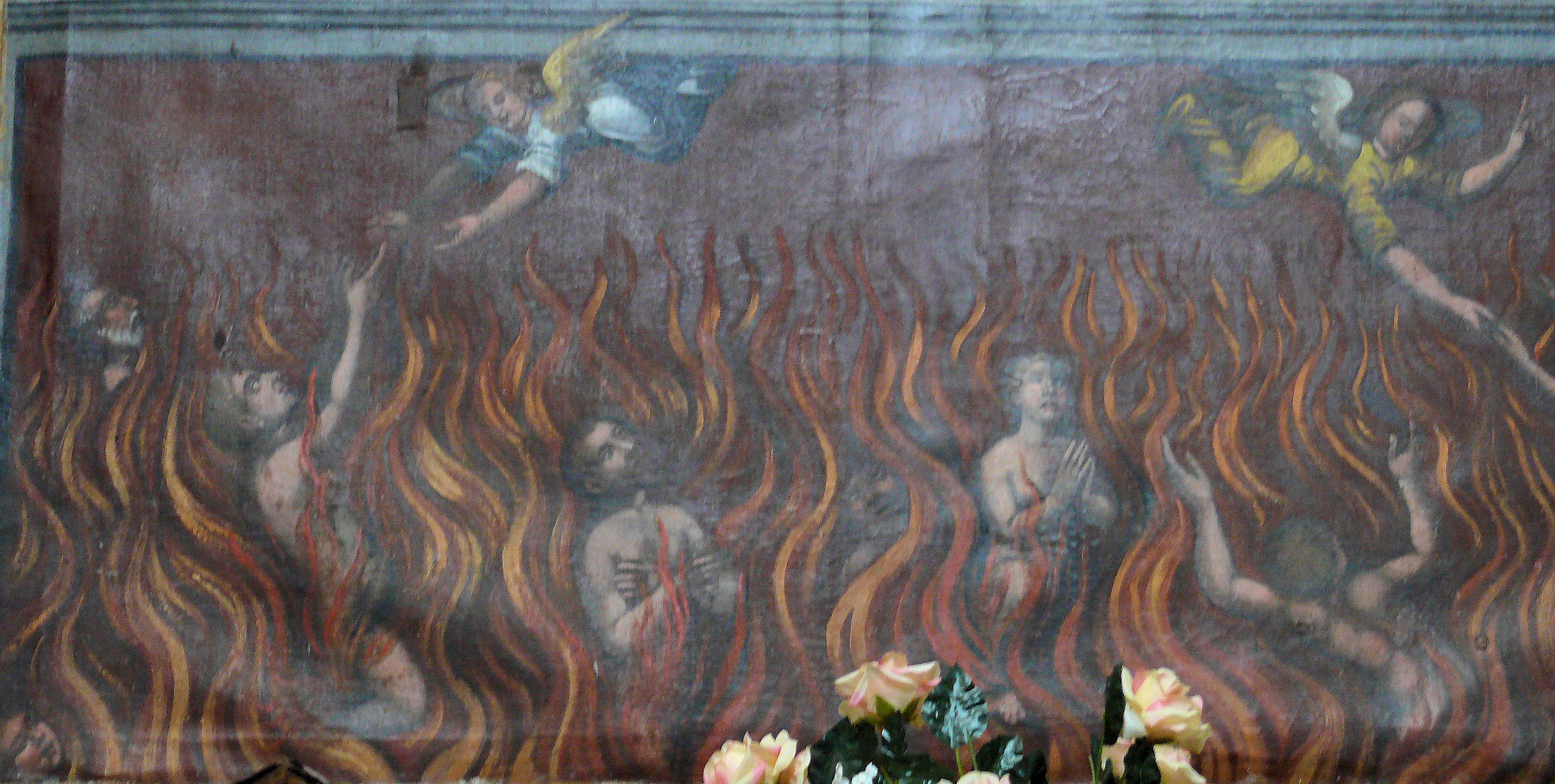
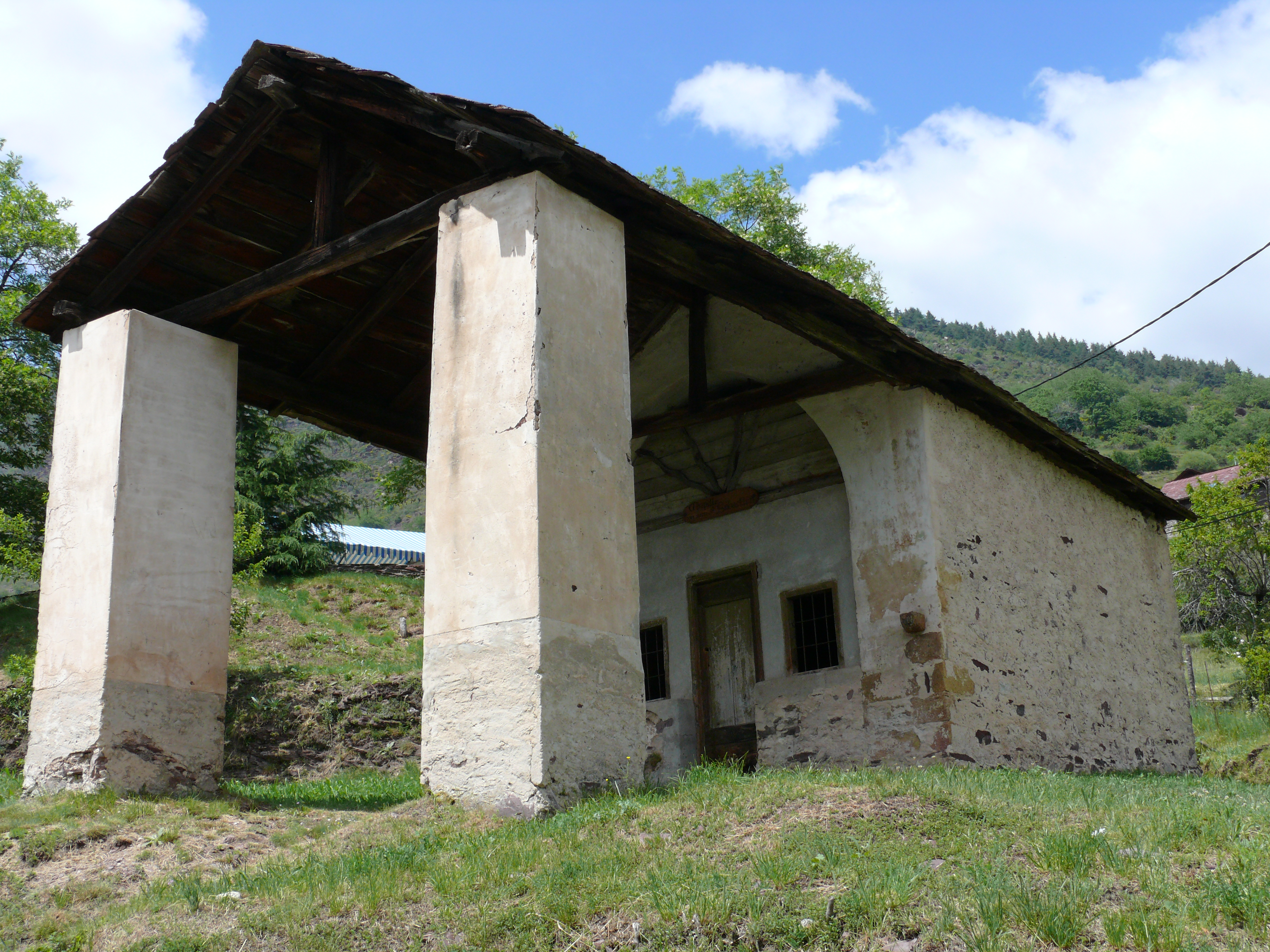
Kapellet Saint-Sébastien-et-Saint-Bernard
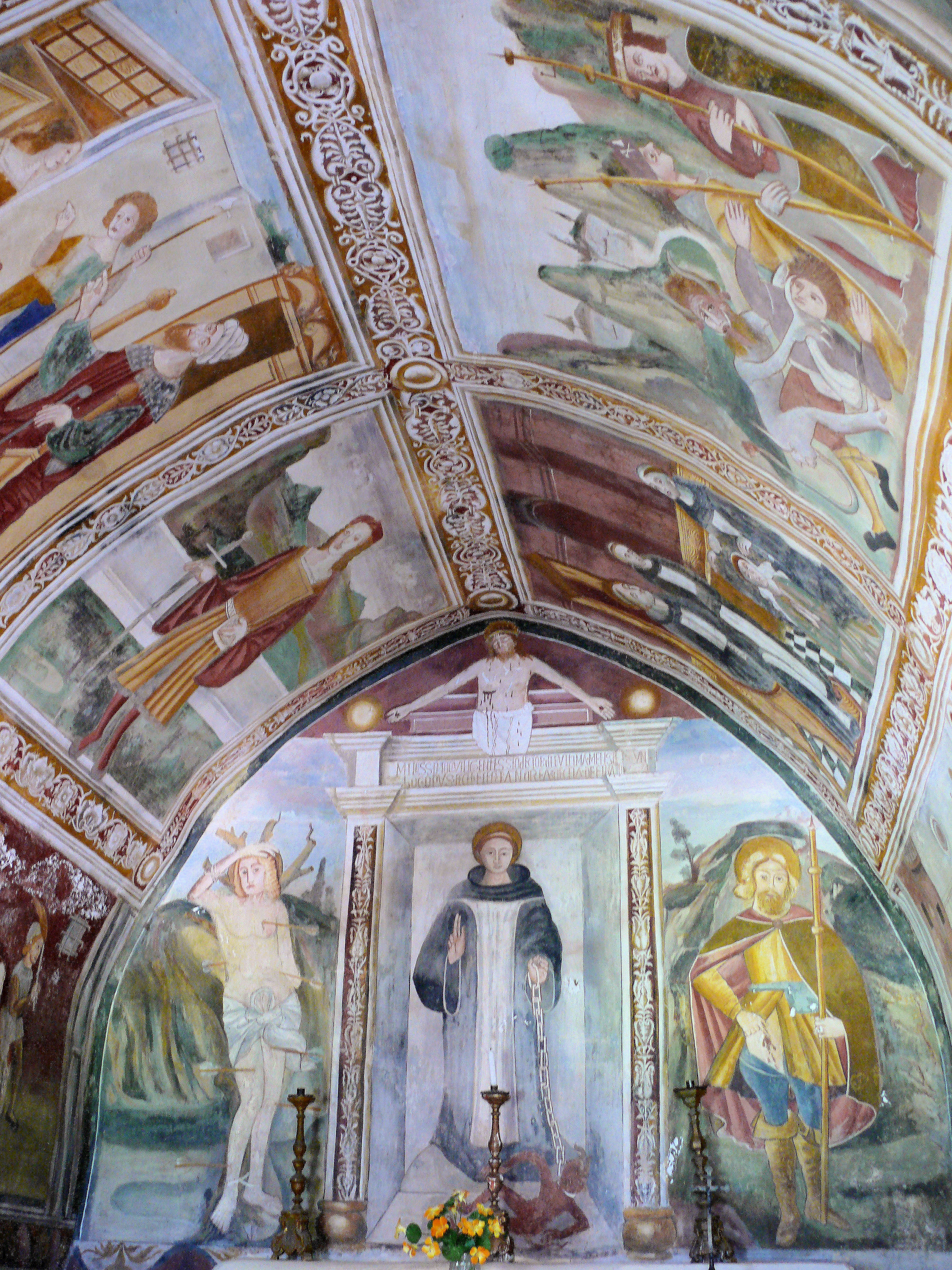
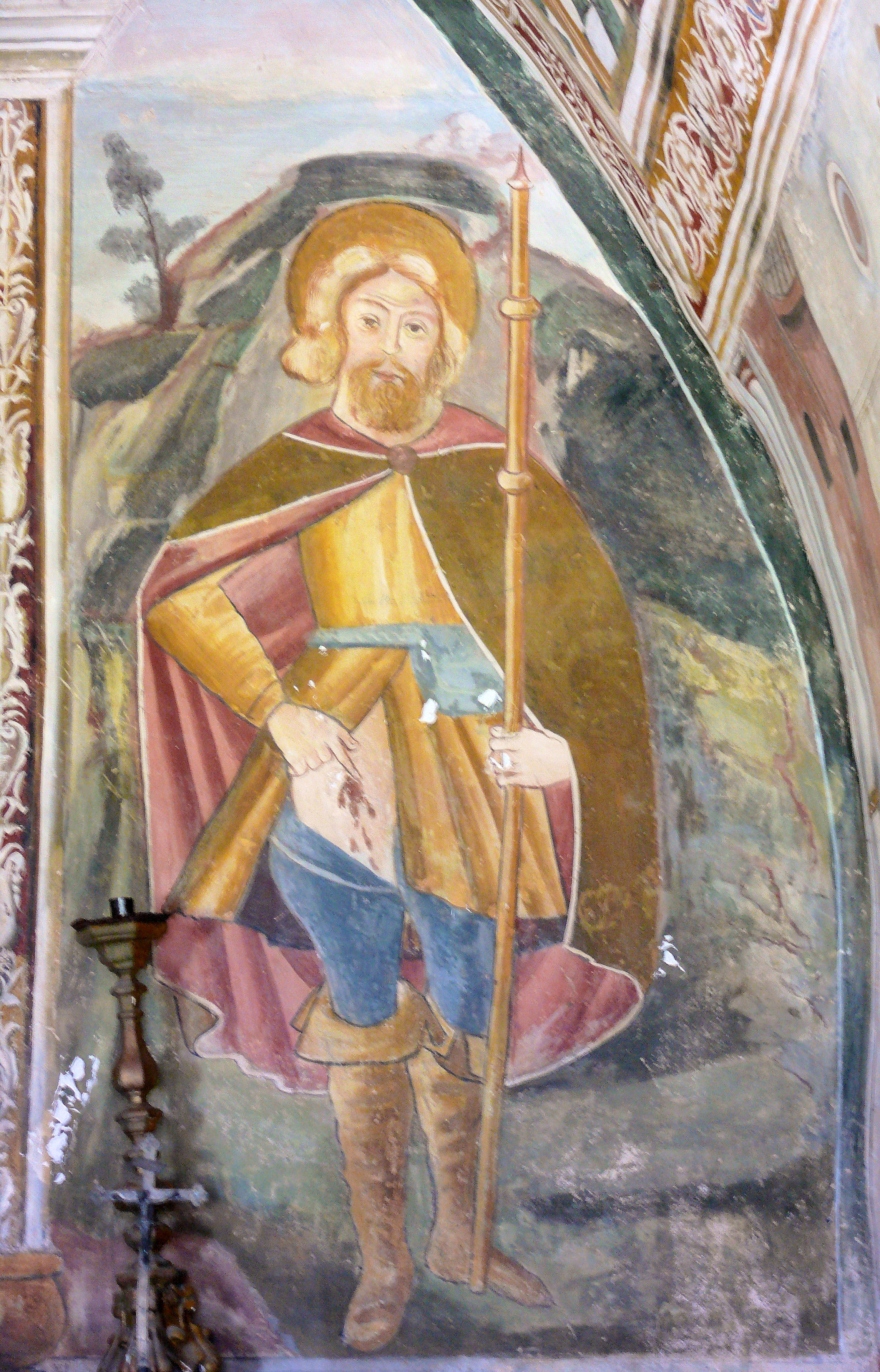